# Passagers du Titanic
Vous lisez un « article de qualité » labellisé en 2010.

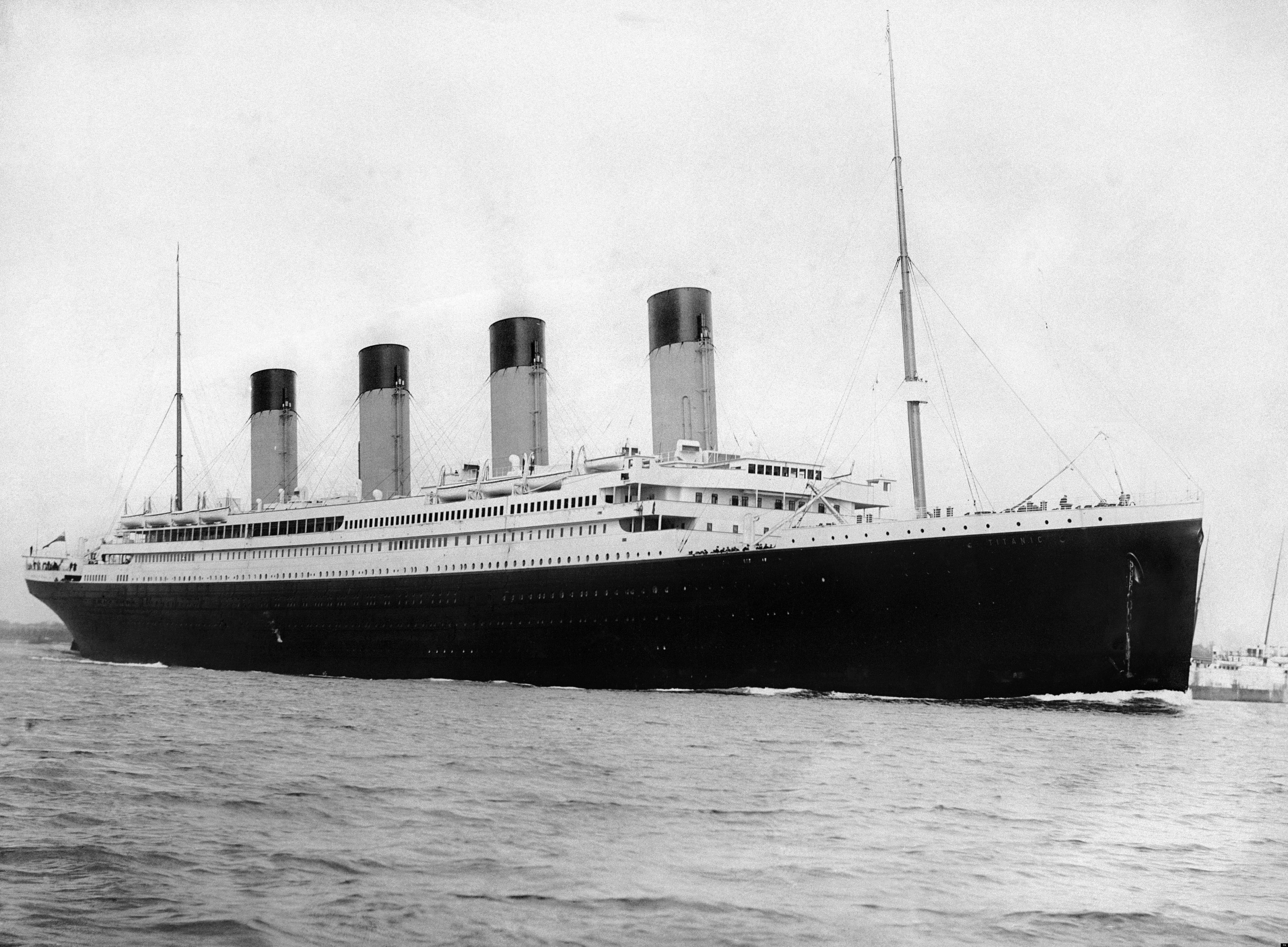
Le Titanic quitte le port de Southampton le 10 avril 1912.

Les passagers du Titanic sont les 2 200 personnes qui ont embarqué à bord de ce paquebot transatlantique pour sa seule traversée entre son départ le 10 avril et son naufrage le 15 avril 1912. Ils forment un groupe hétéroclite et sont répartis en trois classes selon le prix de leur billet, et, de fait, la qualité de service dont ils bénéficient. 
En première classe se trouve la frange supérieure de la société : puissants hommes d'affaires, politiques, militaires et lettrés s'y côtoient. La deuxième classe est accessible à des gens moins riches mais tout de même aisés : universitaires, ecclésiastiques et touristes notamment. Enfin, la troisième classe est destinée aux nombreux immigrants désireux de s'installer définitivement aux États-Unis. En plus de ces passagers payants se trouvent répartis en première et deuxième classe neuf employés des chantiers Harland & Wolff, chargés de s'assurer de la bonne marche du navire.
Le traitement de ces passagers varie selon la classe. Ainsi, les passagers de troisième classe sont soumis à de stricts contrôles sanitaires lors de l'embarquement, et sont totalement isolés des autres passagers, afin de faciliter les procédures d'arrivée à Ellis Island. À l'inverse, les deux classes supérieures font l'objet d'attentions particulières, et les plus notables ont même la chance d'être présentés aux principaux membres d'équipage. Durant la traversée, et bien que le service soit convenable pour tous, les passagers les plus aisés ont accès à un plus grand nombre de distractions (bains turcs, gymnase, piscine) là où les passagers de troisième classe doivent se contenter des ponts extérieurs et de salles communes.
Lorsque le Titanic heurte un iceberg et sombre, le sauvetage des passagers se fait de façon inégale. Contrairement à une idée répandue, les passagers de troisième classe n'ont pas été maintenus dans les profondeurs du navire, et certains ont même été très tôt conduits aux canots de sauvetage. Cependant, le manque d'organisation face à l'urgence a conduit à l'égarement de nombreux passagers qui n'ont trouvé que trop tard le chemin du pont supérieur. Le nombre de victimes est élevé, notamment chez les hommes. Nombre de célébrités périssent dans le naufrage, telles que le colonel John Jacob Astor, homme le plus riche à bord. Certaines morts conduisent à des hommages de grande ampleur, et des monuments sont érigés en l'honneur de certaines victimes telles que le major Archibald Butt et Isidor Straus. Bien que de nombreux corps aient disparu, la White Star Line affrète plusieurs navires, notamment le Mackay-Bennett pour récupérer les dépouilles des victimes. Certaines sont réclamées et enterrées selon leur volonté ; les autres reposent dans trois cimetières de la ville de Halifax au Canada. Parmi les rescapés, certains voient leur réputation entachée par leur survie, associée à l'idée de lâcheté.

## Des passagers aux origines diverses

### Première classe

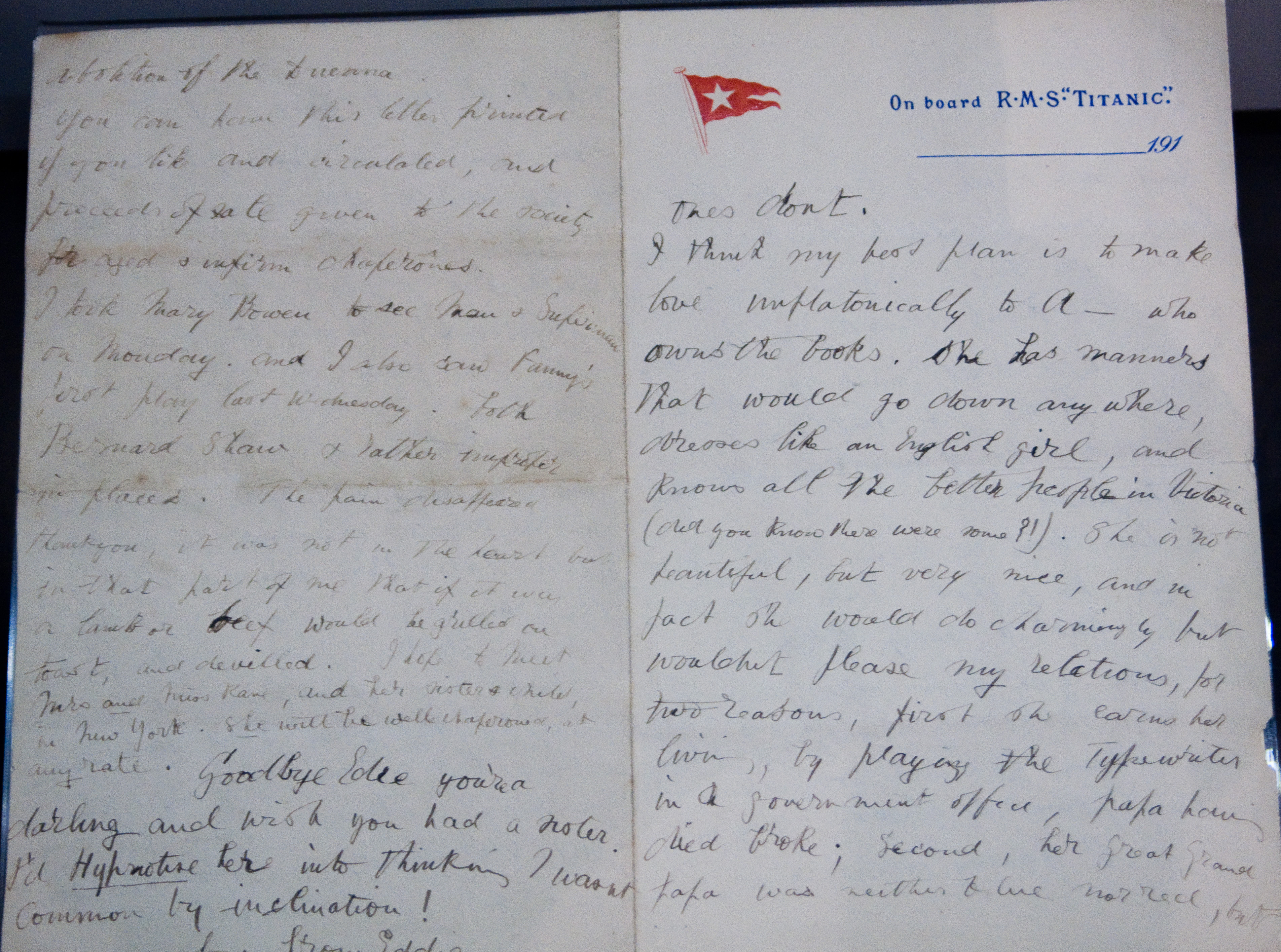
Lettre d'Edward Pomeroy Colley, passager de première classe, adressée à sa belle-sœur Edie, postée depuis le RMS Titanic à Queenstown le 11 avril 1912.

Les passagers de première classe du Titanic, comme sur tous les paquebots de l'époque, font partie de la classe supérieure de la société. La plupart sont médecins, politiciens, industriels et hommes d'affaires. Voyageant en famille, ils sont souvent accompagnés de domestiques. Ainsi, William Carter, homme d'affaires de Pennsylvanie voyage avec son épouse et ses deux enfants, ainsi que son valet, la servante de sa femme, et son chauffeur (ce dernier voyageant en deuxième classe).

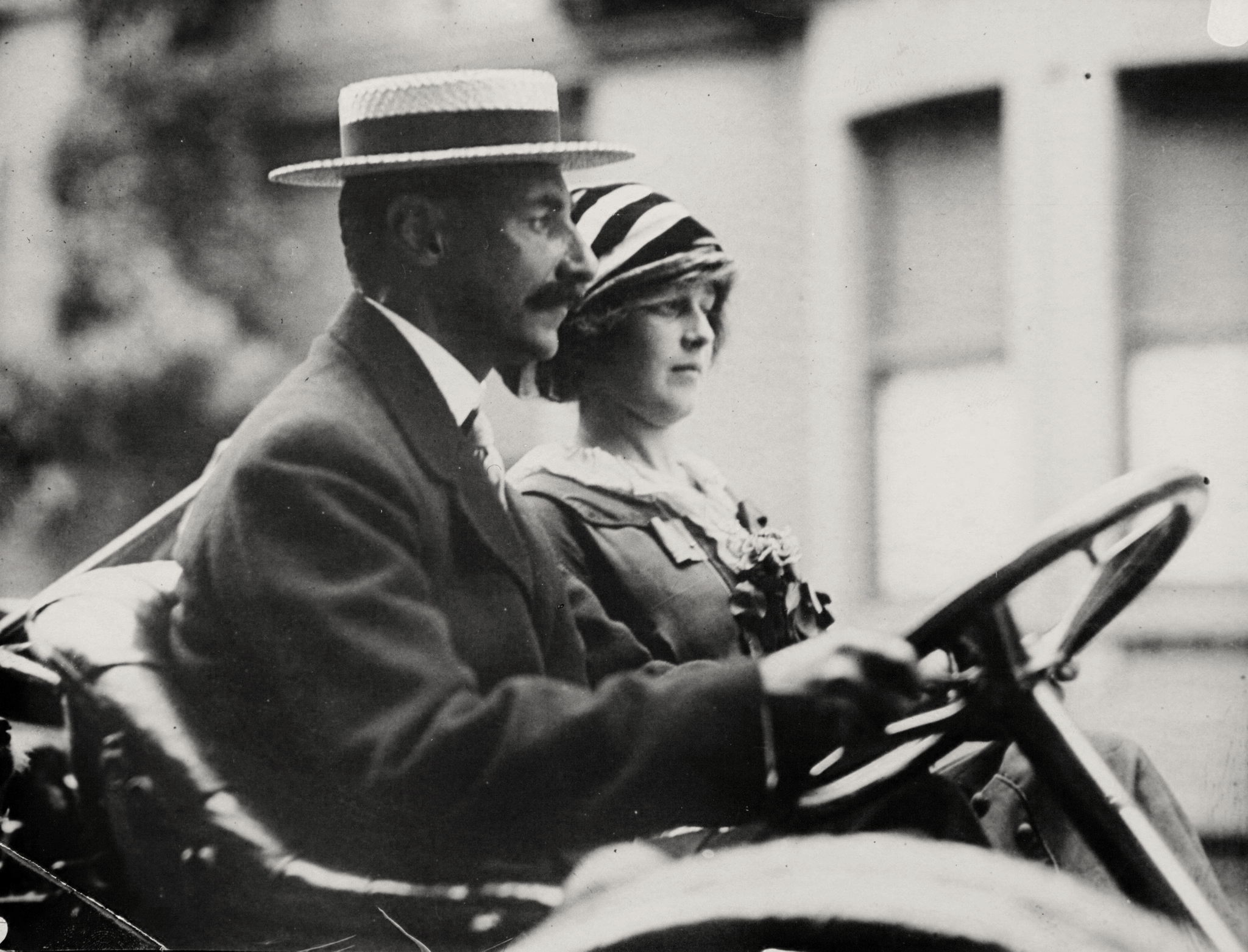
John Jacob Astor et son épouse Madeleine sont les passagers les plus riches du navire.

Ils forment un ensemble hétéroclite. On trouve ainsi des militaires de carrière comme les colonels Archibald Gracie et John Jacob Astor IV qui, outre cette profession, sont aussi apparentés au milieu des affaires, et le major Archibald Butt, aide de camp des présidents Theodore Roosevelt et William Howard Taft, de retour de vacances en Europe. La traversée inaugurale du Titanic revêt un caractère exceptionnel qui pousse nombre de milliardaires à reporter leur retour pour voyager à bord du paquebot. Des grands noms de la finance embarquent ainsi à bord le 10 avril 1912 : Benjamin Guggenheim, magnat du cuivre, George Widener, possesseur d'une compagnie de tramways et première fortune de Philadelphie, John Thayer (avec sa femme et son fils Jack) et Charles Hays, présidents de compagnies ferroviaires et Isidor Straus, propriétaire des grands magasins Macy's de New York.
Hommes et femmes de lettres et d'art voyagent également à bord, notamment les écrivains Jacques Futrelle et Helen Churchill Candee, le peintre Francis Davis Millet et le journaliste William Thomas Stead, invité à une conférence sur la paix dans le monde. Des sportifs voyagent également à bord comme Karl Howell Behr et Richard Norris Williams, joueurs de tennis. L'activiste et philanthrope Margaret Brown se trouvait aussi à bord. La première classe comprend par ailleurs des passagers aux fortunes très variables, et la différence de prix y est énorme. Ainsi, une cabine peut coûter de 86 livres d'époque pour les plus simples jusqu'à 660 £ pour les deux suites de luxe.
Le départ est cependant troublé par une série d'annulations qui touchent notamment l'une de ces deux suites. Celle-ci doit tout d'abord être occupée par John Pierpont Morgan, propriétaire du paquebot, qui annule la traversée pour fêter son anniversaire à Vichy en galante compagnie. Henry Clay Frick réserve également la suite, mais sa femme s'étant blessé à la cheville, il doit reporter le voyage. La suite est finalement occupée à titre gratuit par Joseph Bruce Ismay, président de la White Star Line.
George Washington Vanderbilt II et son épouse, qui devaient revenir aux États-Unis par le voyage inaugural du Titanic, changent leur billet peu avant le départ. Leur neveu Alfred Gwynne Vanderbilt périra trois ans plus tard lors du naufrage du Lusitania.

### Deuxième classe

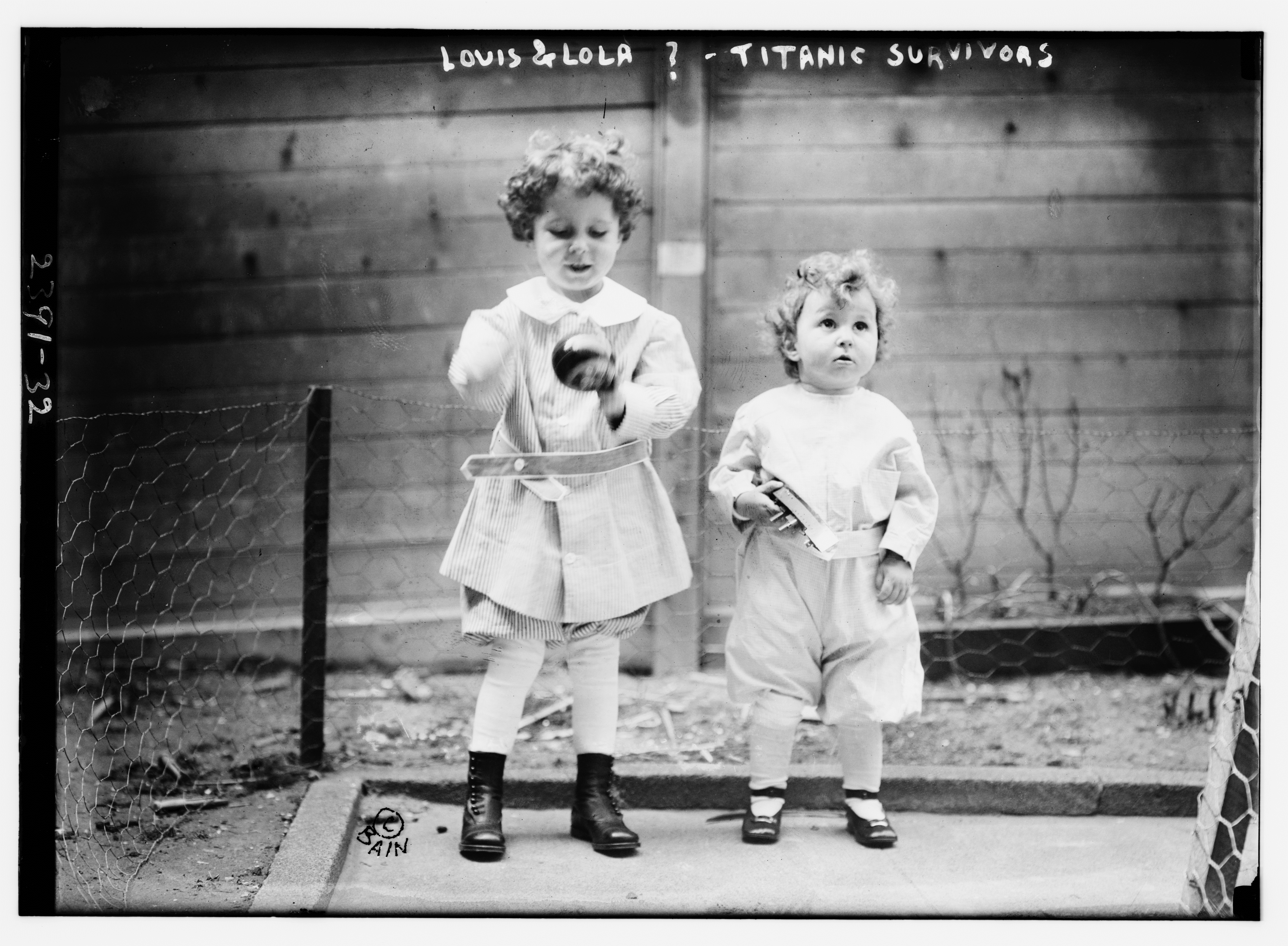
Michel et Edmond Navratil, surnommés « les orphelins du Titanic », étaient des passagers de deuxième classe.

Apparue à la fin du XIXe siècle à bord des paquebots, la deuxième classe est des plus hétéroclites. Y voyagent en effet des ecclésiastiques, des universitaires, des touristes et des entrepreneurs entre autres. Avec l'augmentation de la qualité de leurs installations (celles du Titanic sont réputées avoir la même qualité que la première classe de nombre d'autres paquebots), des passagers qui auraient voyagé en première classe optent pour la deuxième et son environnement plus détendu. Un billet de deuxième classe à bord du Titanic coûte environ 13 livres d'époque.
Certains passagers de deuxième classe du Titanic ont marqué l'histoire du navire. Lawrence Beesley, professeur de physique et universitaire britannique est ainsi au nombre des rescapés et publie un récit détaillé de son expérience dès 1912 sous le titre de The Loss of S.S. « Titanic ». Michel Navratil et ses deux fils, Michel (Marcel) et Edmond font rapidement les titres de la presse après le désastre. Le père a en effet enlevé les enfants à leur mère à Nice dans l'espoir de pouvoir réunir sa famille à Chicago. Ayant péri dans le naufrage, il laisse deux enfants aux parents inconnus dont la photographie fait le tour du monde, légendée comme présentant « les orphelins du Titanic ».
Plusieurs passagers de deuxième classe sont également au nombre des tout derniers rescapés survivants. C'est le cas de Michel (Marcel) Navratil, qui est le dernier rescapé masculin lorsqu'il meurt en 2001, mais également celui d'Eva Hart. Celle-ci voyageait avec ses parents et a perdu son père dans le naufrage. Par la suite, elle se prononce régulièrement contre les remontées d'objets provenant de l'épave du navire. Enfin, Louise Laroche, morte en 1998, est l'une des trois passagers noirs du Titanic, avec sa sœur et son père Joseph Laroche. Ce dernier, originaire d'Haïti désirait en effet emmener sa famille (française) sur son île natale où son oncle par alliance Cincinnatus Leconte était devenu président de la République, pour y vivre loin des discriminations.

### Troisième classe

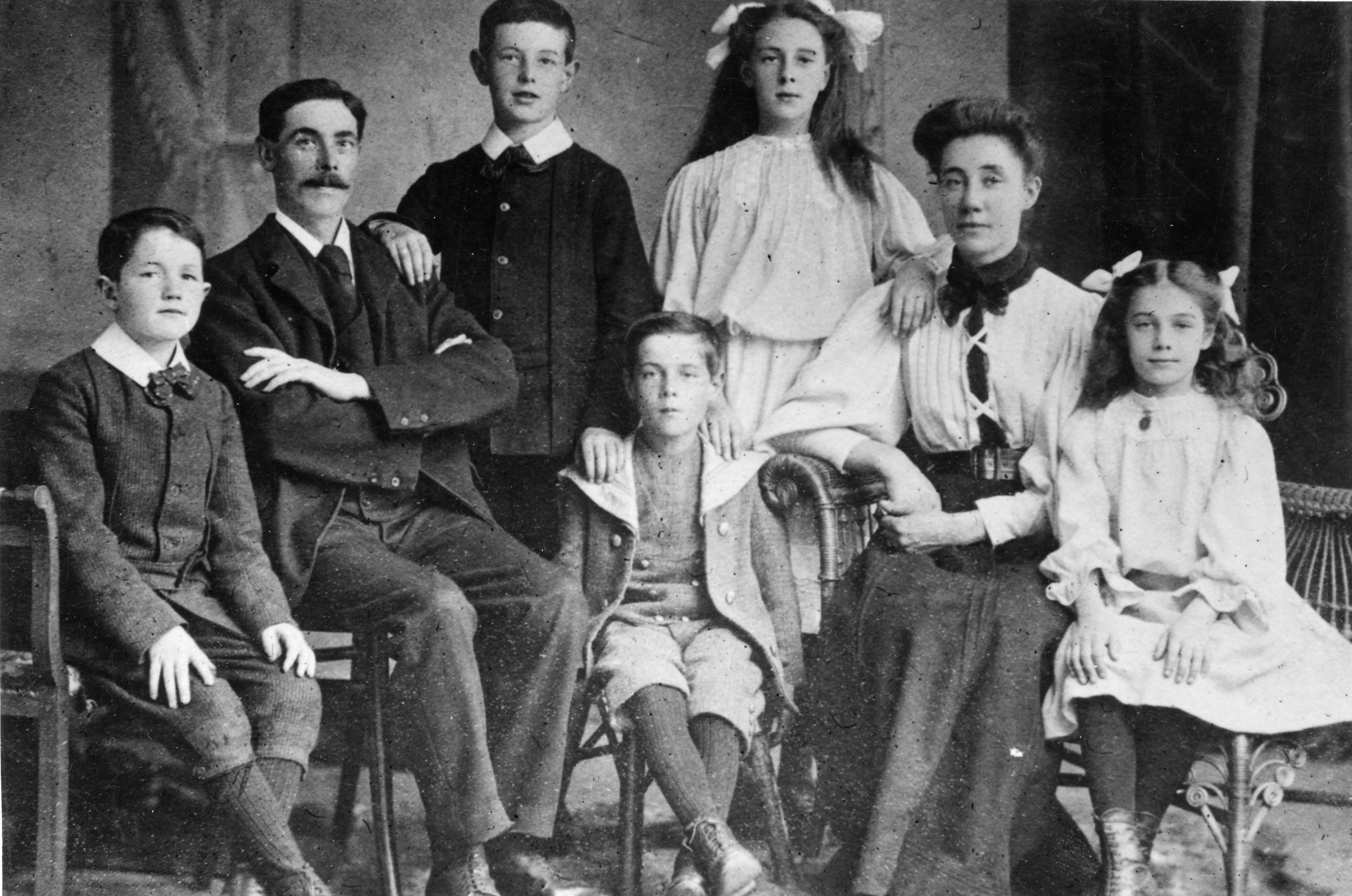
Sept des huit membres de la famille Goodwin. Tous ont péri dans le naufrage.

Logée dans l'entrepont, la troisième classe est celle de l'immigration. Les passagers sont pour une très grande partie en partance pour une nouvelle vie aux États-Unis. La plupart d'entre eux viennent d'Irlande, justifiant l'escale du paquebot à Queenstown, mais les passagers viennent également de Scandinavie, d'Europe centrale et de l'Est, de Syrie ottomane (surtout de l'actuel Liban) et de Chine. Une trentaine de nationalités sont ainsi représentées à bord. Si certains voyagent en très petits groupes comme Millvina Dean — qui était accompagnée de son frère Bertram et de ses parents, Bertram Frank Dean et Eva Light — ou encore Leah Aks qui voyageait seule avec son fils de dix mois, Frank Aks, d'autres familles sont beaucoup plus nombreuses comme la famille Goodwin, qui comptait huit membres (Frederick et Augusta, les parents, et les enfants Lilian, Charles, William, Jessie, Harold et Sidney, âgés respectivement de 16, 14, 12, 11, 9 et 1 an) ou encore la famille Sage qui en comptait onze (les parents, John et Annie, et les enfants, Stella, George, Douglas, Frederick, Dorothy, Elizabeth, Constance et Thomas, âgés de 20, 19, 18, 16, 14, 10, 7 et 5 ans).
Les compagnies maritimes craignent cependant le comportement de ces passagers. Les viols étant monnaie courante dans les entreponts à la fin du siècle précédent, les hommes et femmes célibataires sont séparés, les premiers à l'avant, les secondes à l'arrière. Les familles sont pour leur part logées dans les cabines centrales. Les conditions d'hygiène sont également déplorables, et certains stewards témoignent avoir vu des passagers faire leurs besoins dans des recoins sombres des coursives plutôt que dans les toilettes, dont ils ne maîtrisent pas toujours l'usage. La traversée y coûte environ 7 livres d'époque, ce qui représente pour la plupart des passagers l'équivalent de deux mois de salaire.

### Groupe de garantie

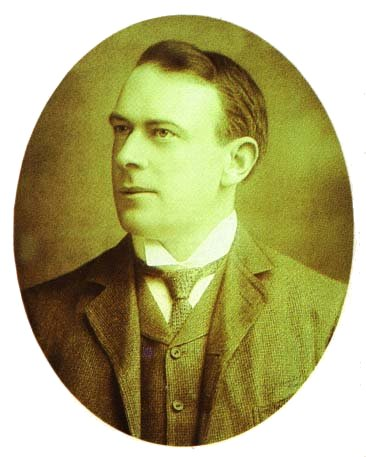
Thomas Andrews était à la tête d'un groupe de garantie formé de neuf employés des chantiers Harland & Wolff.

Le Titanic étant un paquebot neuf, les chantiers Harland & Wolff sont soucieux de s'assurer de sa qualité et de son bon fonctionnement. Thomas Andrews, son concepteur, est à la tête d'un groupe de garantie avec huit employés des chantiers. Il prête attention aux moindres défauts du navire, quels qu'en soient les domaines. Il n'hésite pas non plus à écouter les suggestions des membres d'équipage, ce qui lui vaut une certaine popularité auprès d'eux. Il est accompagné en première classe de Roderick Chisholm, concepteur des canots de sauvetage, et William Parr, électricien,.
En deuxième classe voyagent William Campbell, menuisier, Francis Parkes, plombier, Ennis Hastings Watson, apprenti électricien, et trois ajusteurs : Alfred Cunningham, Anthony Frost et Robert Knight.
Durant la traversée, ils étudient le fonctionnement des machines et des installations du navire. Ils se rendent ainsi compte que le chauffage des cabines de deuxième classe fonctionne mal. Aucun des membres de ce groupe de garantie ne survit au naufrage,.

## Un traitement variable selon la classe

### Embarquement

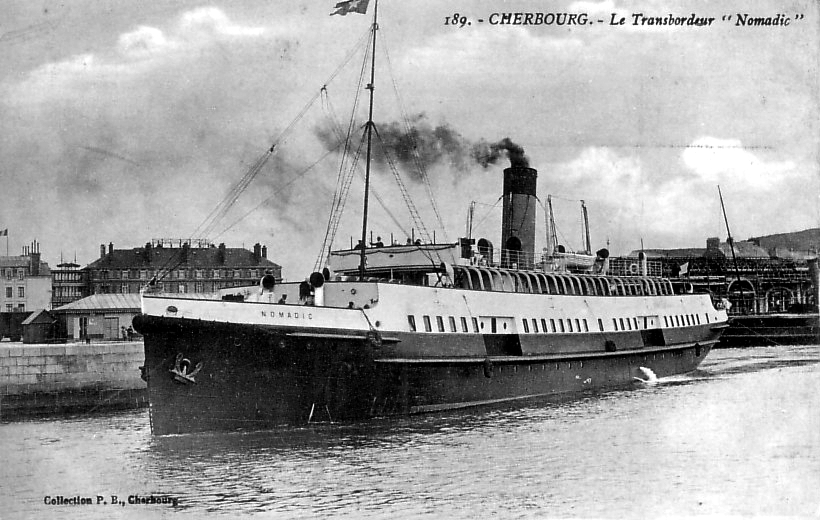
Lors des escales de Cherbourg et Queenstown, les passagers embarquent sur des transbordeurs tels que le Nomadic.

Les passagers du Titanic embarquent à bord depuis trois villes : Southampton (le mercredi 10 avril à midi), Cherbourg (le 10 avril en début de soirée) et Queenstown (le 11 avril dans la matinée). À Southampton, les passagers embarquent directement depuis le quai. Ce n'est pas le cas dans les deux autres ports, où des transbordeurs sont nécessaires. À Cherbourg, ce sont le Nomadic et le Traffic, conçus pour l'occasion. À Queenstown, les transbordeurs sont plus anciens et sont l’Ireland et l’America.
L'embarquement se fait dans tous les cas par des portes de coupée réparties des deux côtés du navire. Les premières classes embarquent sur les ponts D et B, où ils disposent de points d'arrivée de part et d'autre du Grand Escalier et de la salle de réception. Les passagers de deuxième classe disposent d'entrées à l'arrière des ponts C et E. Enfin, les troisièmes classes ont une porte réservée sur le pont E. En revanche, lorsqu'un transbordeur est requis, première et deuxième classe embarquent ensemble par la même coupée.
Le jour du départ, les passagers de troisième classe embarquent les premiers, deux à trois heures avant que le navire ne quitte le port. En effet, ce sont les plus nombreux. Ils sont également soumis à des contrôles sanitaires pour éviter la propagation de maladies aux États-Unis. Des contrôles ont donc lieu à l'arrivée et au départ. En effet, les compagnies doivent prendre à leur charge le retour des immigrants refusés par les services américains et préfèrent empêcher certains passagers d'embarquer. La compagnie est également chargée de veiller à la constitution de registres recensant les passagers de troisième classe avant leur arrivée sur le sol américain.
L'embarquement des passagers de deuxième classe débute moins d'une heure avant le départ. Les passagers de première classe embarquent pour leur part au dernier moment. Des trains spéciaux, les Boat Trains sont affrétés depuis Londres pour acheminer les passagers. Celui destiné aux troisièmes classes part le premier ; le second est prévu plus tard, et est prioritaire sur sa voie de façon à arriver à l'heure pour l'embarquement sans faire venir trop tôt les passagers. Lorsqu'ils arrivent à bord, les premiers passagers de première classe sont présentés au commandant Edward Smith et à ses officiers avant que ceux-ci ne regagnent la passerelle de navigation. Les passagers suivants sont accueillis par le commissaire de bord Hugh McElroy. Ils reçoivent ensuite un livret contenant des informations sur l'équipage, les prestations du navire et une liste des passagers de première classe.

### Traversée

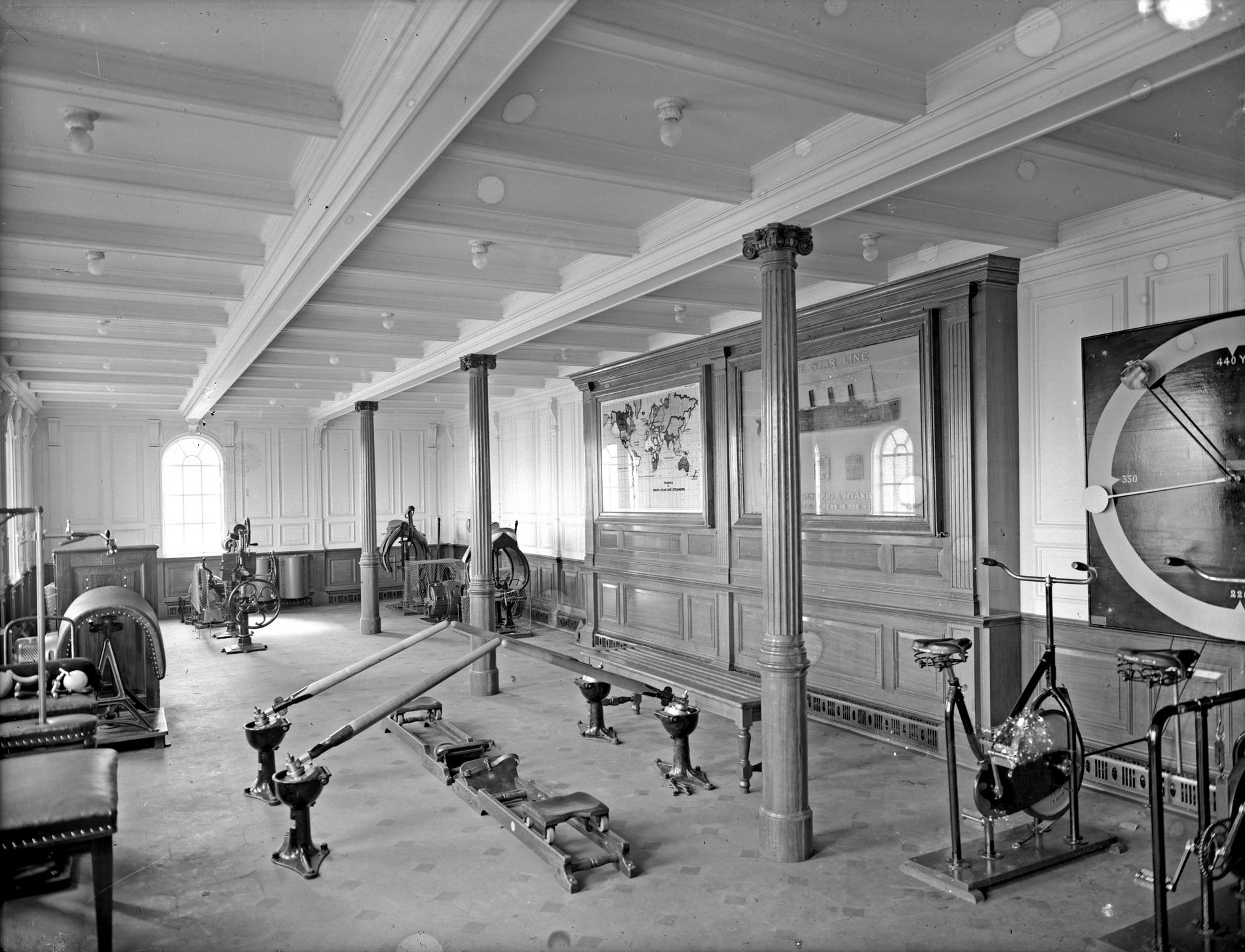
Entre autres distractions, les passagers de première classe disposent d'un gymnase.

L'attention apportée aux passagers diffère selon la classe. Ainsi, le nombre de stewards diffère : deuxième et troisième classe ont chacun une cinquantaine de stewards (la troisième classe étant prévue pour 300 passagers de plus), tandis que la première classe dispose de près de 150 stewards, affectés aux salons, salles de bains, ponts, ainsi qu'aux cabines (pour la grande majorité). Cependant, les classes inférieures ne sont pas négligées, et troisième comme première classes sont servies à table durant les repas. Ce n'était pas le cas sur certains navires, même récents, où les passagers de troisième classe devaient apporter leur propre nourriture et leurs ustensiles. Le Titanic s'inscrit à une époque où les compagnies maritimes commencent à considérer le passager de troisième classe comme un passager à part entière.
Les distractions offertes aux passagers sont également diverses : ainsi, la première classe propose nombre de salons, un gymnase, des bains-turcs, un court de squash… En deuxième, les passagers disposent d'une bibliothèque, d'un fumoir et de ponts promenade. Les passagers de troisième classe, pour leur part, peuvent se réunir dans de grandes salles communes et se promener sur les ponts. Le jeune Frank Goldsmith s'est ainsi fait des amis et taché les mains en escaladant les grues de levage du navire. Les passagers peuvent également emprunter jeux d'échecs, de cartes et des dominos entre autres.

### Restrictions
En théorie, les passagers n'ont pas le droit de circuler d'une classe à une autre, et ce dans tous les sens. Il s'agit de mesures visant à réduire les contrôles sanitaires à l'arrivée du navire à New York. Les autorités portuaires considèrent en effet que les passagers de première et deuxième classe n'ont pas besoin de se plier à ces inspections. Cependant, si un passager de troisième classe entre en contact avec des passagers d'une autre classe, le risque qu'il ait pu propager une maladie rend les contrôles obligatoires pour tous les passagers. Pour ne pas incommoder les passagers des classes supérieures en leur faisant perdre du temps au cours de telles procédures, les compagnies préfèrent donc compartimenter strictement les classes. De plus, les barrières sociales sont encore très fortes dans les années 1910, et il est impensable pour la plupart des passagers de troisième classe de chercher à s'infiltrer en première, et inversement.
Dans la pratique, la barrière entre la première et la deuxième classe est plus souple. Il arrive qu'un passager de première classe ait des amis en deuxième classe, auquel cas l'entrée de ce dernier en deuxième classe n'est pas choquante. De même, nombre de transatlantiques de l'époque autorisent un passager de première à inviter un passager de deuxième au Restaurant à la carte lorsque le navire en a un, mais la pratique est mal vue, et les abus conduisent parfois à son interdiction. La vision populaire du Titanic fait souvent apparaître de grandes grilles bloquant les coursives pour empêcher les passagers de troisième classe de passer, et les présente comme la cause de la mort de nombre de ces passagers. On peut ainsi voir ces grilles dans le film Titanic de James Cameron. Cependant, aucun document ne prouve l'existence de telles grilles, qu'il s'agisse des plans du navire ou des photographies d'époque, et les explorations effectuées sur l'épave n'en ont pas certifié la présence. Il est fort probable qu'il y ait eu, à la place, des portes suffisamment imposantes pour faire comprendre aux passagers (souvent illettrés) que l'accès était interdit. Des panneaux indiquant que l'accès à certaines zones du navire est interdit aux passagers d'une certaine classe sont également répartis sur le navire. De plus, sur les ponts extérieurs, les séparations sont souvent de simples barrières,. Le soir du naufrage, le colonel Archibald Gracie n'a ainsi aucun mal à enjamber ces séparations pour tenter de connaître la raison de l'arrêt du navire.

## Le naufrage et son bilan

### Première classe

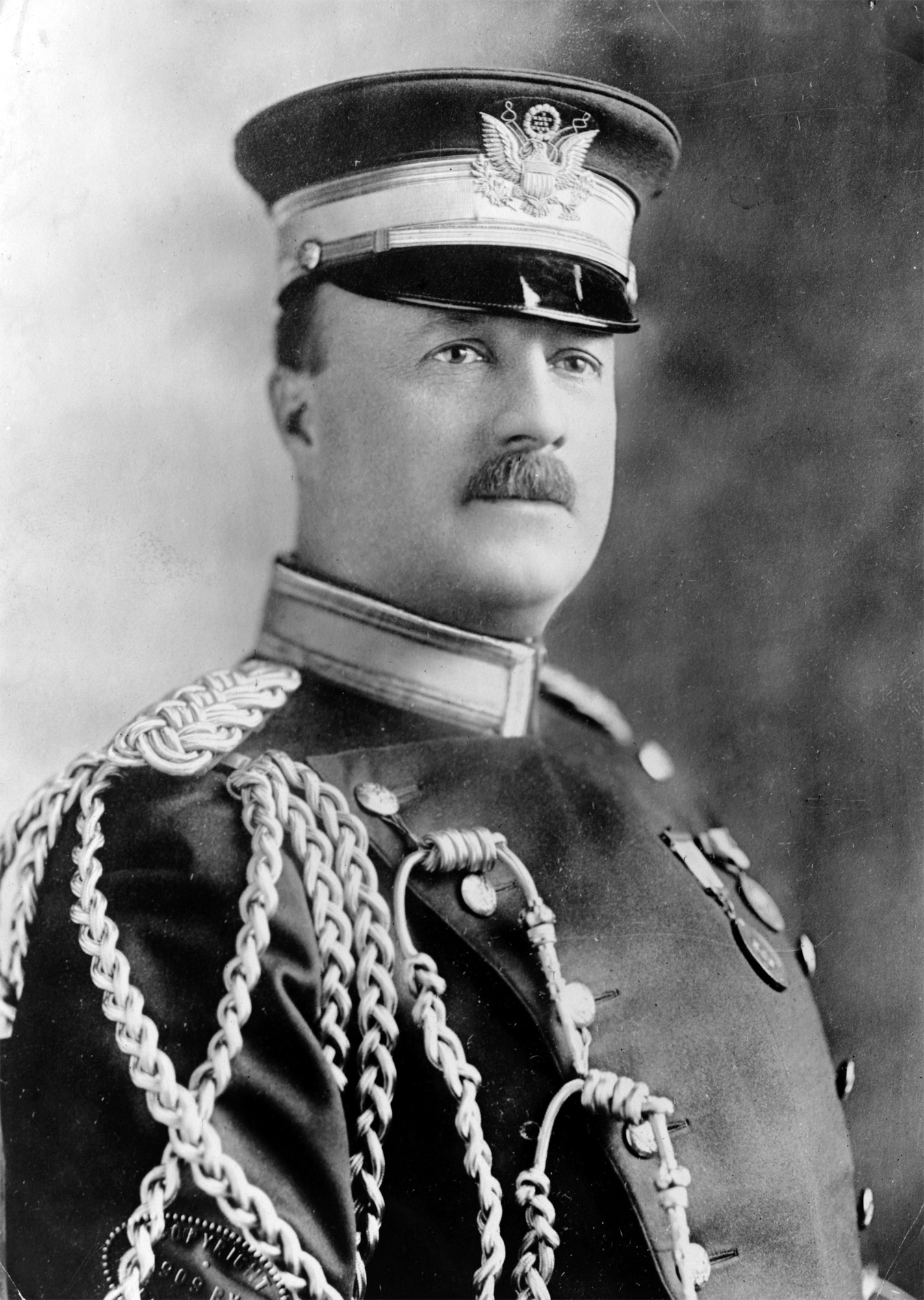
La mort du major Archibald Butt dans le naufrage a causé un profond émoi aux États-Unis.

Rapidement après la collision du Titanic avec un iceberg, le 14 avril 1912 vers 23 h 40, l'équipage est chargé de réveiller les passagers afin de les faire monter vers les canots. Les stewards étant nombreux en première classe, l'évacuation se fait dans le calme. Chaque steward a la responsabilité d'un nombre réduit de cabines, et peut donc passer plus de temps avec les passagers, leur expliquer la situation,. Certains se heurtent à des passagers récalcitrants. Ainsi, le steward Henry Etches tente sans succès de convaincre des passagers d'ouvrir la porte de leur cabine ; de même, Benjamin Guggenheim refuse d'enfiler un gilet de sauvetage au prétexte que « cela va faire mal ». Par la suite, il part avec son domestique revêtir ses plus beaux vêtements, décidé à « mourir en gentleman ». Un autre passager, Hugo Ross, atteint de dysenterie, refuse de quitter sa cabine, déclarant : « Il faudra bien plus qu'un iceberg pour me sortir de mon lit, ! »
Les passagers de première classe ont, par le biais du Grand Escalier, un accès direct au pont supérieur où se trouvent les canots de sauvetage. Ils arrivent de fait les premiers près des embarcations et embarquent plus rapidement. À ce moment, cependant, nombre de passagers et membres d'équipage ne croient pas à l'imminence du naufrage, et pour beaucoup, le paquebot reste l'endroit le plus sûr. Les canots partent donc souvent à moitié vides. Le premier canot à partir, le no 7, contient 19 personnes à son bord pour une capacité de 65 personnes. De même, le canot no 1 part avec douze personnes à son bord : cinq passagers de première classe et sept membres d'équipage. Même lorsque le sort du navire apparaît comme une évidence pour tous, certains refusent de partir. C'est le cas d'Ida Straus qui refuse de quitter son mari Isidor.
Le bilan du naufrage se fait moins sentir en première classe : 60 % des passagers survivent, et seule une dizaine de femmes sur 150 sont au nombre des victimes. Sur cinq enfants, seule la petite Loraine Allison (2 ans), périt dans le naufrage avec ses parents. Ceux-ci avaient refusé d'embarquer dans un canot avant de retrouver leur bébé, Trévor, sans savoir que celui-ci avait déjà quitté le navire avec sa gouvernante, Alice Cleaver. L'affaire a par la suite un fort retentissement dans la presse, une femme étant allée jusqu'à prétendre, dans les années 1940, qu'elle était Loraine Allison.
Le naufrage cause un grand nombre de morts parmi les passagers les plus célèbres à bord : John Jacob Astor, George Widener, Charles Hays, Arthur Ryerson et nombre d'autres sont au nombre des victimes. Une victime choque particulièrement aux États-Unis : il s'agit du major Archibald Butt, aide de camp du président William Howard Taft. Après la catastrophe, de nombreuses lettres de condoléances parviennent au chef d'État, profondément choqué par cette perte.

### Deuxième classe

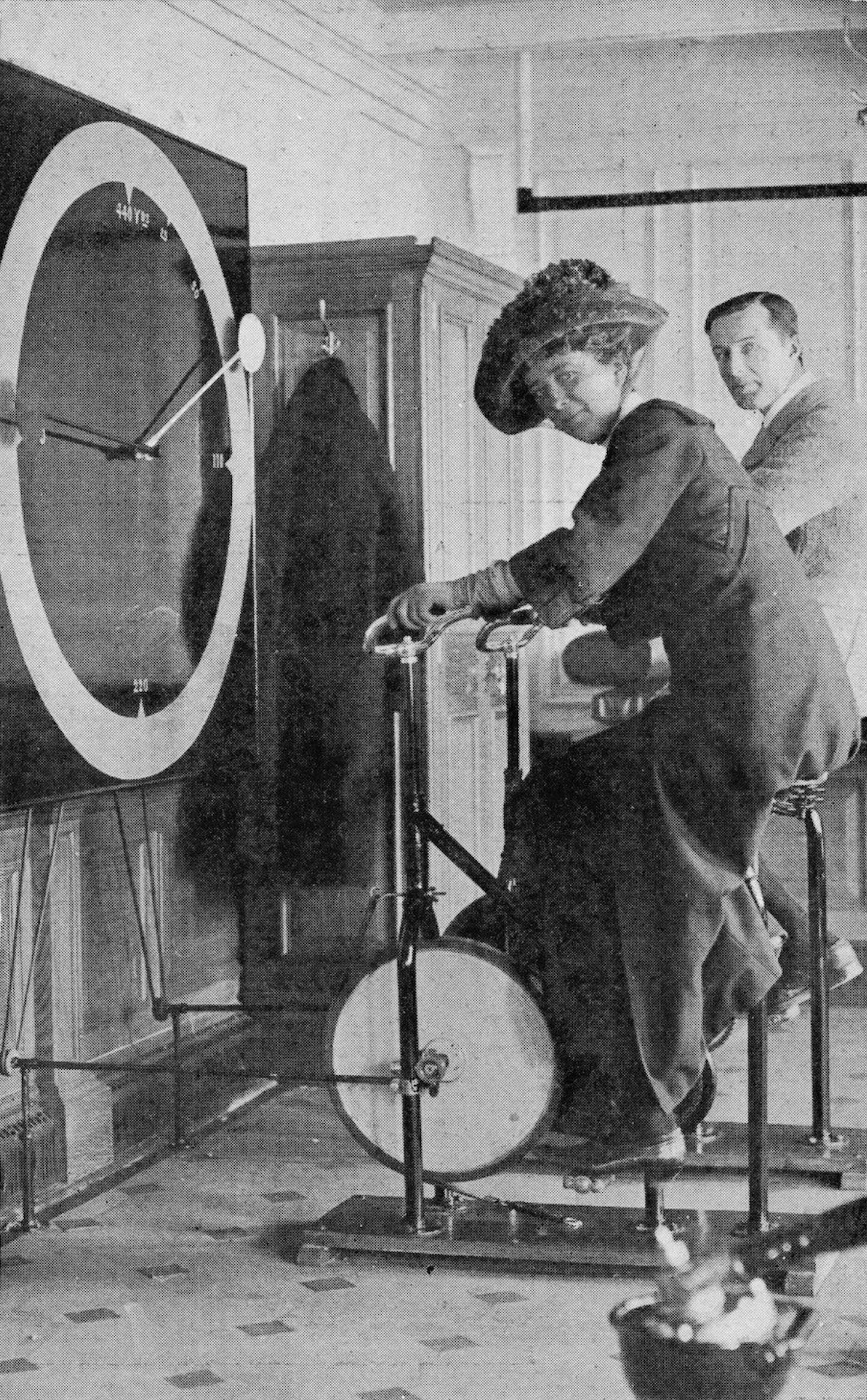
Lawrence Beesley a fourni un important témoignage sur le naufrage vu de la deuxième classe.

Le déroulement du naufrage pour les passagers de deuxième classe est notamment connu grâce au témoignage du professeur Lawrence Beesley, The Loss of S.S. « Titanic ». Il y raconte qu'il n'a pas ressenti la collision en elle-même, mais a été alerté par l'arrêt des machines, qui a fait cesser le léger mouvement de va-et-vient de son matelas. Une première exploration sur le pont supérieur ne lui apprend rien, cependant, et le steward qu'il rencontre n'est pas capable de le renseigner. Il fait plusieurs allers-retours entre le pont et sa cabine, avant de prendre la réelle mesure de la situation, et monte finalement attendre sur le pont des embarcations. Comme lui, nombre de passagers de deuxième classe sont massés autour des huit canots situés à l'arrière du pont supérieur, numérotés de 9 à 16. Ces canots, chargés depuis le pont B, font partie des plus remplis à partir.
Beesley se trouve sur le pont supérieur alors que le canot no 13 est chargé. Tout à coup, une grande foule se précipite de l'autre côté du navire : l'auteur suppose que c'est là l'objet d'une rumeur selon laquelle les hommes embarquaient dans les canots bâbord, information qui se révèle être fausse. Il se retrouve donc presque seul sur le pont, et est invité par un officier à sauter dans le canot, presque rempli. À bord du canot se trouve également la jeune Ruth Becker, qui a été séparée de sa mère et de ses frères et sœurs, partis dans un autre canot.
Tous les enfants de deuxième classe sont sauvés, et la plus grande partie des femmes survit. Cependant, seuls 8 % des hommes de deuxième classe sont rescapés, ce qui fait de cette catégorie la plus touchée dans le naufrage. Au total, 42 % des passagers de deuxième classe survivent.

### Troisième classe
Le réveil des passagers de troisième classe est plus expéditif que dans les classes supérieures : les stewards sont moins nombreux et ont à s'occuper d'un grand nombre de cabines. Certains prennent la tête de groupes de passagers qu'ils tentent de mener aux canots. Selon la règle, et pour limiter l'affluence sur les ponts supérieurs, ces groupes sont composés de femmes et d'enfants. D'autres tentent de trouver leur chemin par leurs propres moyens. Cependant, n'ayant pas accès au pont supérieur, la plupart des passagers ne trouvent pas les escaliers qui pourraient les y mener, et arrivent trop tard sur le pont. D'autres n'ont pas attendu d'être réveillés par les stewards. Les hommes dormant dans les cabines situées à l'avant sont alertés par la collision. L'Irlandais Daniel Buckley descend ainsi de sa couchette et se rend compte que ses pieds sont mouillés. Ses compagnons de cabine râlent cependant lorsqu'il leur fait part du danger, et c'est seul qu'il part vers les canots.
Face aux marins qui séparent les hommes des femmes pour guider celles-ci vers les canots, certaines familles refusent de se séparer : ainsi, les huit membres de la famille Goodwin périssent dans le naufrage. De même, les onze Sage périssent : des témoignages indiquent que l'une des filles de la famille, Stella, est un temps montée dans un canot, mais en est ressortie en voyant que ses proches ne pourraient la rejoindre. De plus, certains comme le jeune Alfred Rush refusent de partir. Ayant fêté ses seize ans le matin du naufrage, il décide de « rester avec les autres hommes ».
Contrairement à la légende, les passagers de troisième classe n'ont pas été retenus en attendant que les autres passagers aient été mis en sécurité. Cependant, seuls 25 % de ces passagers survivent. C'est également la seule classe au sein de laquelle des enfants ont trouvé la mort, si l'on considère la mort de Loraine Allison, en première classe, comme un cas particulier,.
Il y avait aussi six Chinois voyageant en troisième classe qui ont survécu au naufrage, mais ceux-ci n'ont jamais été comptés parmi les sept cents survivants. Cinq ont pris place sur des canots de sauvetage, le sixième a survécu accroché à une porte flottante et a été secouru en mer. À leur arrivée à New York comme les autres survivants, ils ont été expulsés dès le lendemain et envoyés à Cuba car à cette époque, la Loi d'exclusion des Chinois datant de 1882, interdisait à ceux-ci de venir travailler aux États-Unis (cette loi a été appliquée puis étendue aux Japonais, jusqu'à son abrogation en 1943),,.

## Après leTitanic

### Hommages et références aux victimes

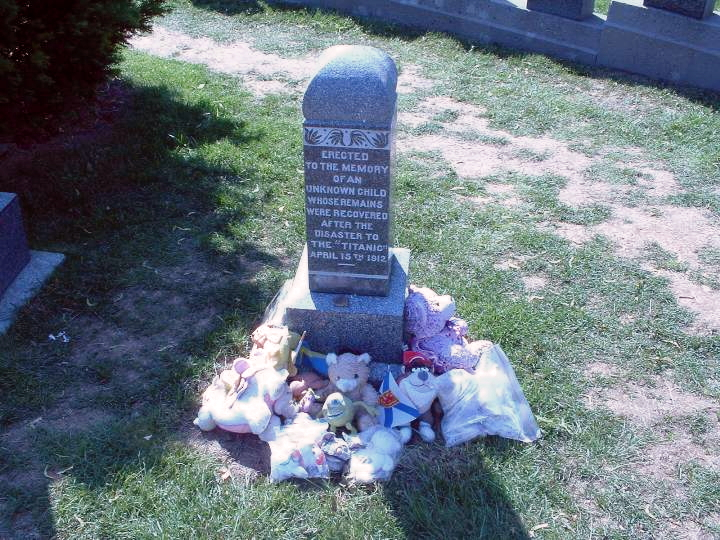
La tombe de « l'enfant inconnu » dans le cimetière de Fairview à Halifax.

Peu après le naufrage, la White Star Line affrète un navire, le Mackay-Bennett, pour récupérer les corps des victimes. Celui-ci part dès le 16 avril. Trois autres navires, le Minia, le Montmagny et l’Algerine se succèdent par la suite. Un peu plus de 330 corps sont retrouvés, mais 125 sont trop abîmés et rejetés à la mer. Environ soixante corps sont rendus à leur famille, notamment ceux de J.J. Astor et de Charles Hays. Les corps qui ne sont pas réclamés sont enterrés dans les trois cimetières de la ville de Halifax, qu'ils aient, ou non, été identifiés. Les marins du Mackay-Bennett sont si émus par la découverte du corps d'un petit enfant qu'ils payent de leur poche ses funérailles. Ce corps est longtemps considéré comme celui de « l'enfant inconnu » du Titanic. Après des dizaines d'années de spéculations, des analyses ADN déterminent qu'il s'agit du jeune Sidney Goodwin, âgé de 19 mois.
Des mémoriaux sont également bâtis en l'honneur de certains passagers. En 1914, William Howard Taft inaugure un pont en l'honneur d'Archibald Butt à Augusta en Géorgie. De même, une fontaine de New York est érigée en l'honneur d'Ida et Isidor Straus. L'épouse de George Widener a également fait ouvrir la bibliothèque Harry Elkins Widener à l'université d'Harvard en l'honneur de son fils Harry, bibliophile mort dans le naufrage.

### Devenir des survivants
Après le naufrage, certains passagers comme Joseph Bruce Ismay, Cosmo et Lucy Duff Gordon témoignent devant les commissions d'enquête américaine et britannique. Les passagers de troisième classe ont souvent tout perdu, et les formalités d'entrée sur le territoire américain sont de fait réduites. Certains passagers de troisième classe ayant perdu leurs proches voient leurs projets compromis, et la compagnie les aide à rentrer dans leur pays d'origine. C'est par exemple le cas de Millvina Dean, de sa mère et de son frère.
Certains hommes rescapés voient leur réputation salie. Ainsi, Cosmo Duff Gordon est accusé d'avoir payé les membres d'équipage menant son canot pour ne pas revenir sur les lieux du naufrage, et doit disparaître de la scène publique. J. Bruce Ismay doit pour sa part démissionner de son poste de président de la White Star Line et de l'International Mercantile Marine Co.. Le major canadien Arthur Peuchen est également traité de lâche, bien qu'il ait embarqué à la demande d'un officier pour commander un canot.
Edith Rosenbaum, survivante de première classe poursuit la White Star Line pour la perte de ses bagages.
Le naufrage du Titanic va jusqu'à causer un divorce. Après avoir placé sa femme et ses enfants dans un canot, l'homme d'affaires William Carter réussit pour sa part à embarquer dans le radeau C, ce qui lui vaut par la suite d'être traité de « femmelette ». De plus, à bord du Carpathia, Carter accueille son épouse en lui disant qu'il a pris un bon petit déjeuner, et qu'il ne s'attendait pas à ce qu'elle s'en sorte. Deux ans plus tard, le couple divorce.
Deux enfants auraient été conçus lors de la traversée, dont Ellen Mary, dite Betty Phillips (née le 11 janvier 1913-2005).